# Jagra
Jagra é, em várias regiões (em língua inglesa como "jaggery") o açúcar de palmeira, embora também seja, por vezes, confundido com a rapadura, ou açúcar-de-cana não refinado.
A jagra é preparada fervendo a seiva de algumas palmeiras, conhecidas como palmeiras-do-açúcar, evitando a sua fermentação em vinho-de-palmeira; se a fervura não chega a secar o líquido, obtém-se o “xarope-de-palmeira” muito usado na culinária do sul e sueste asiático, como nos athirasa do Sri Lanka. Nalguns casos, considera-se separadamente o “açúcar-de-coqueiro”, que é preparado com a seiva extraída dos botões das inflorescências do coqueiro.
Normalmente a jagra é transformada numa forma sólida, tal como a rapadura, tornando assim mais fácil o seu transporte e conservação.

## Galeria de imagens

Produção de Jagra no Camboja
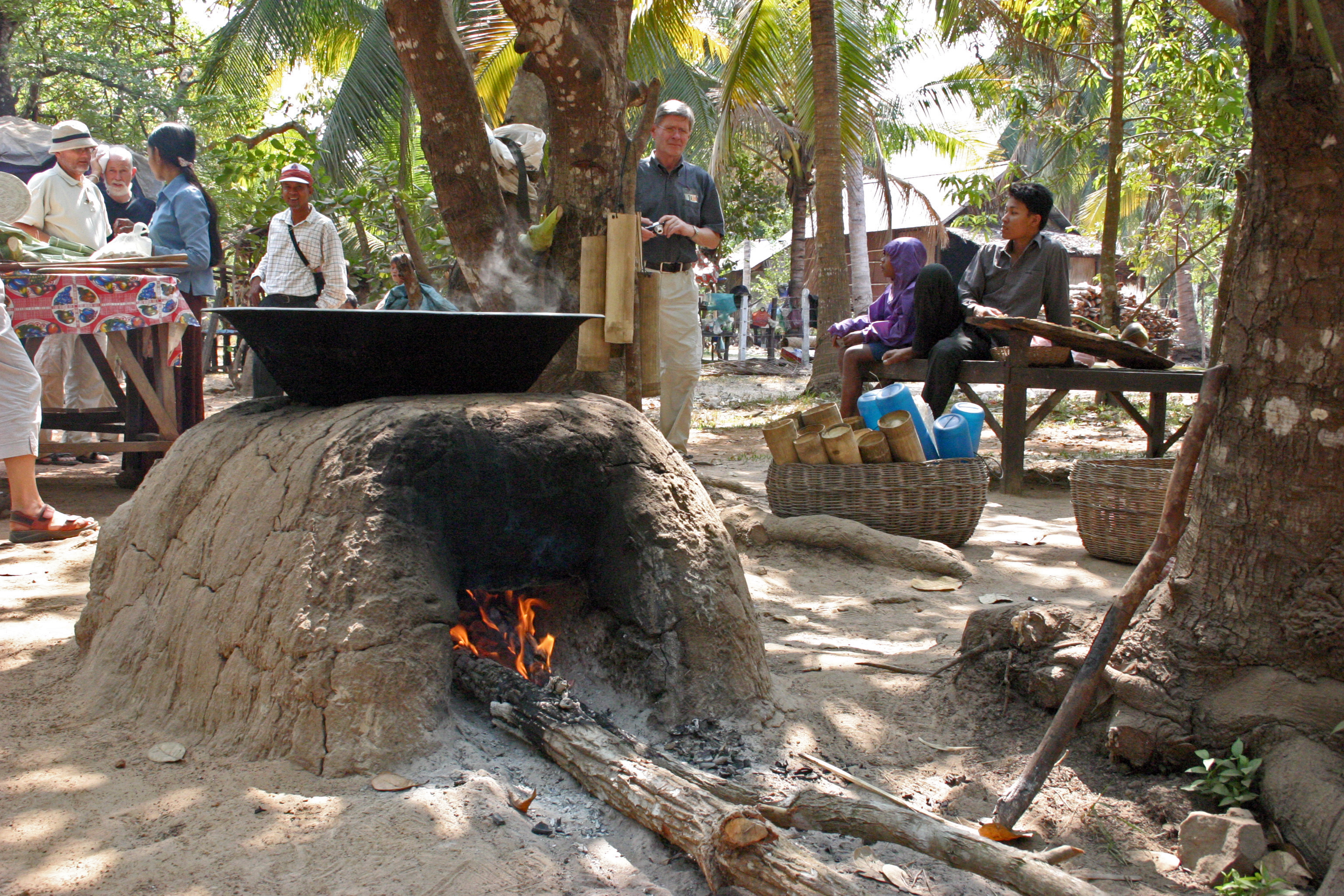
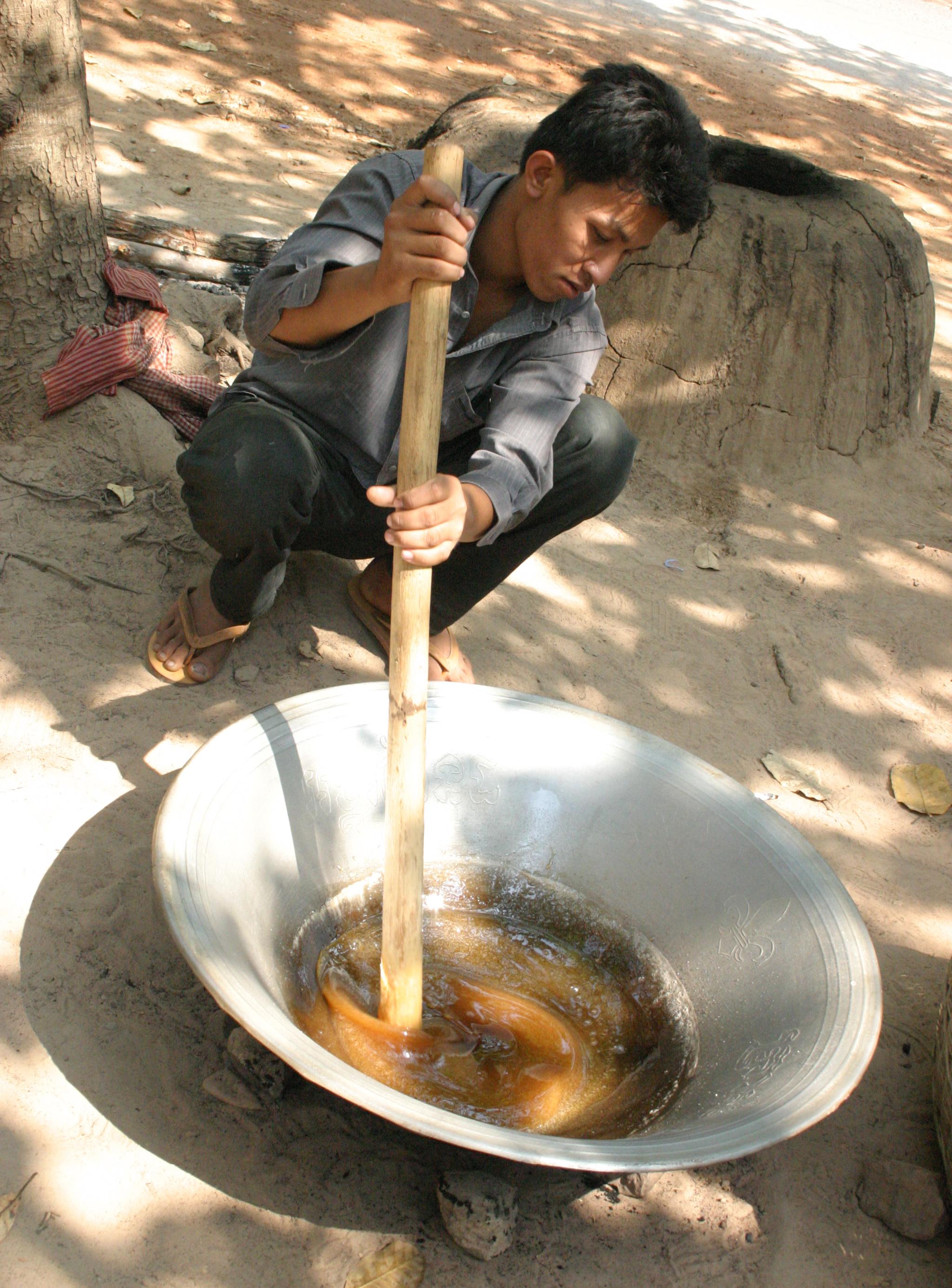
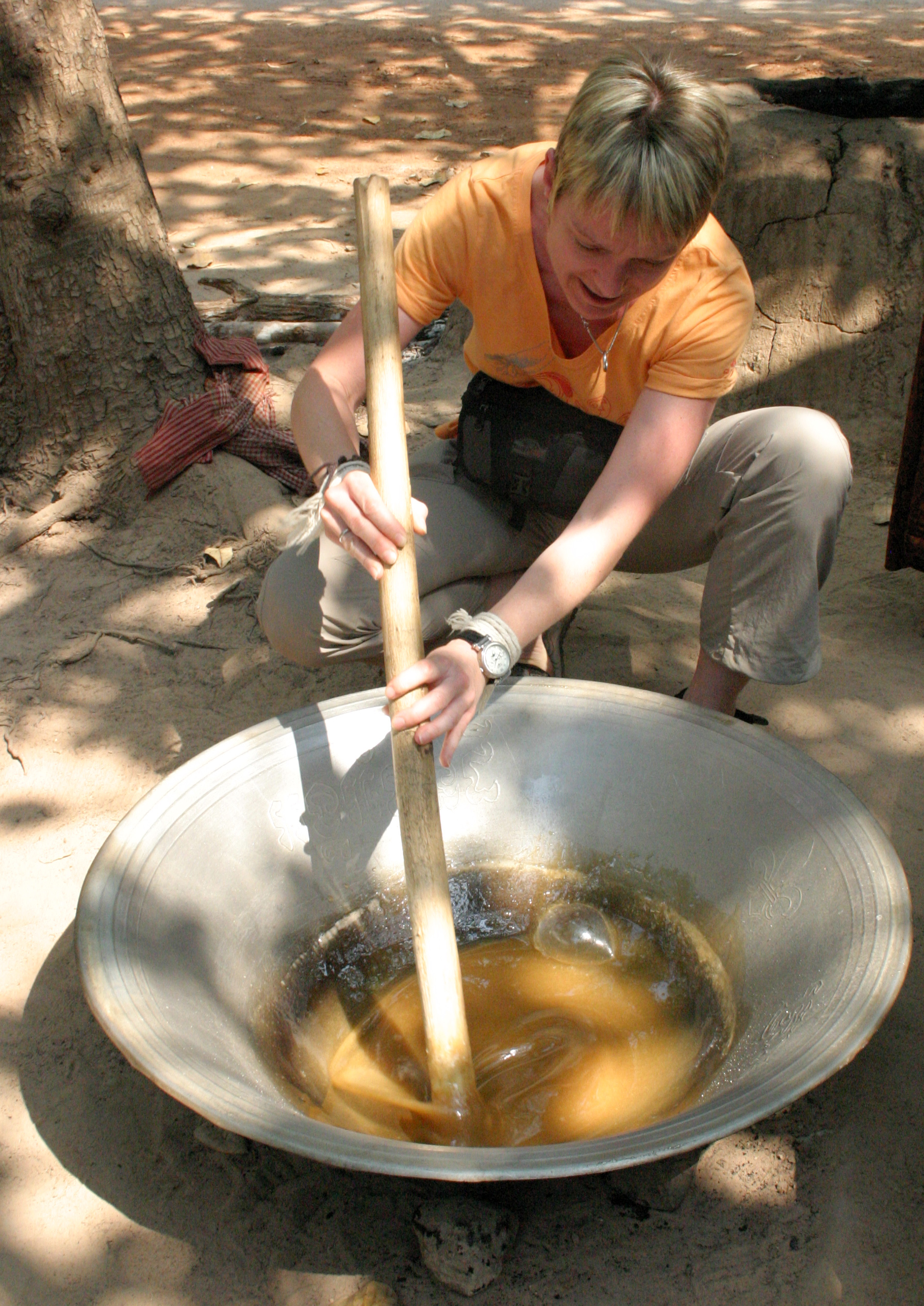
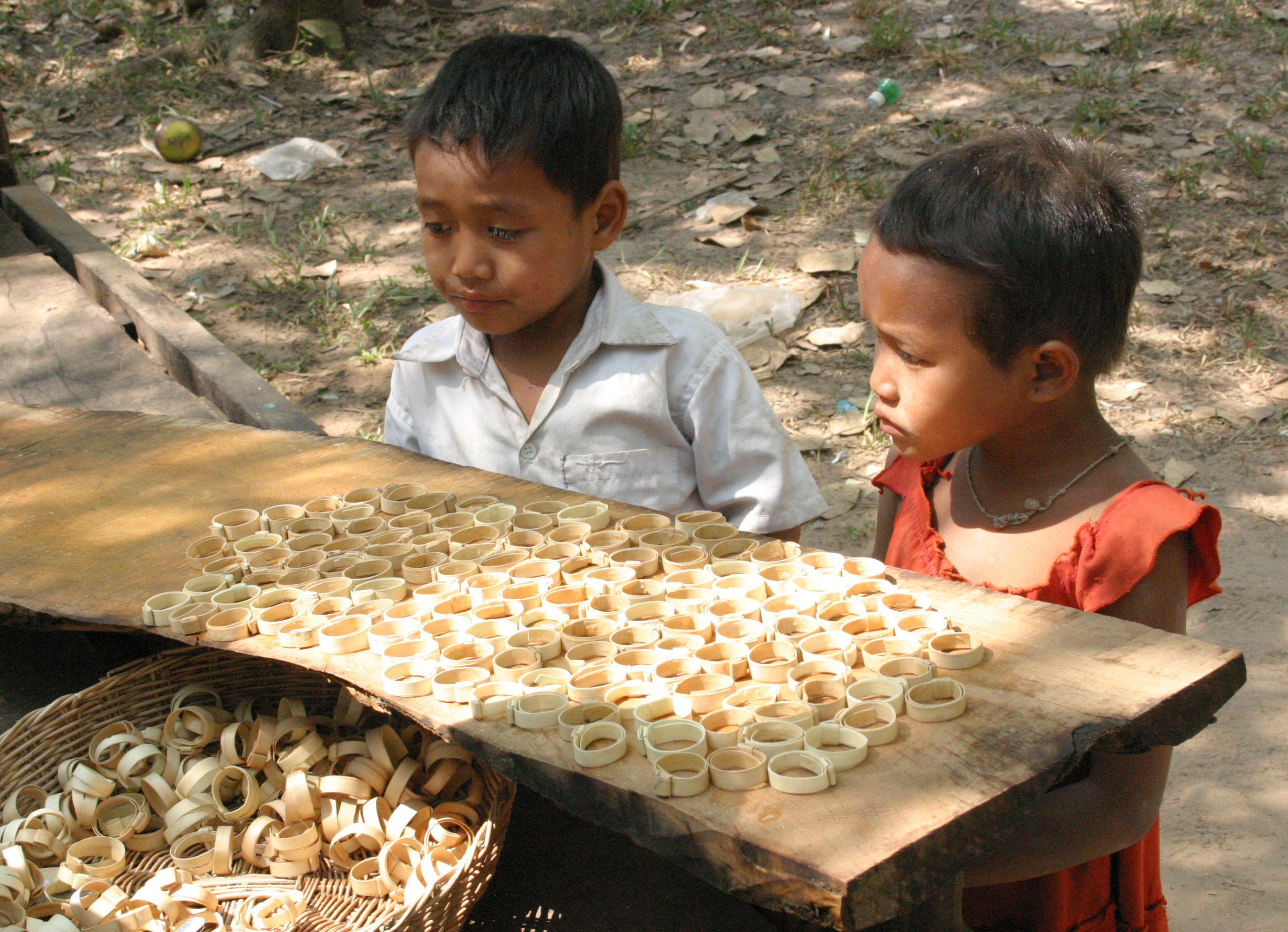
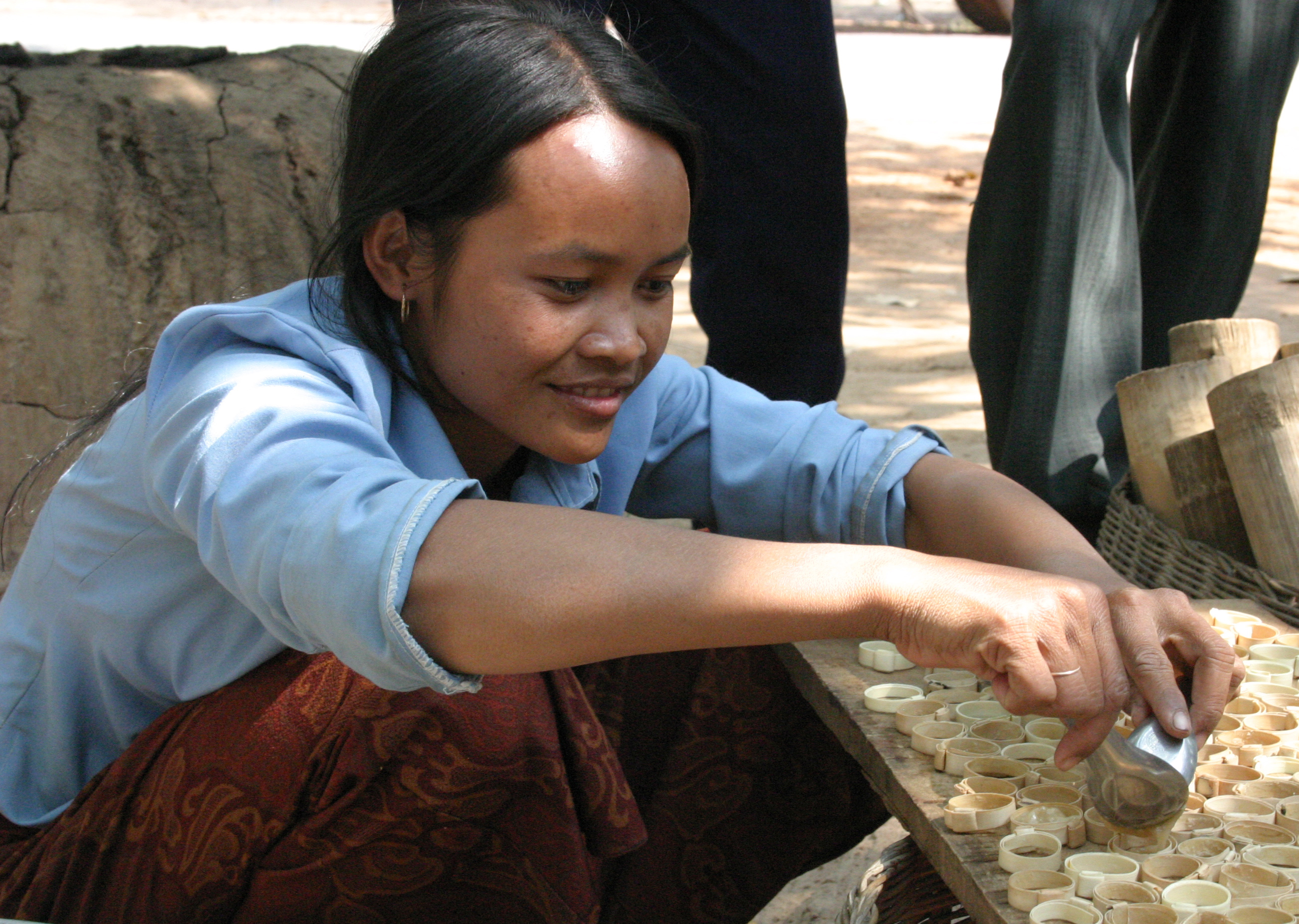
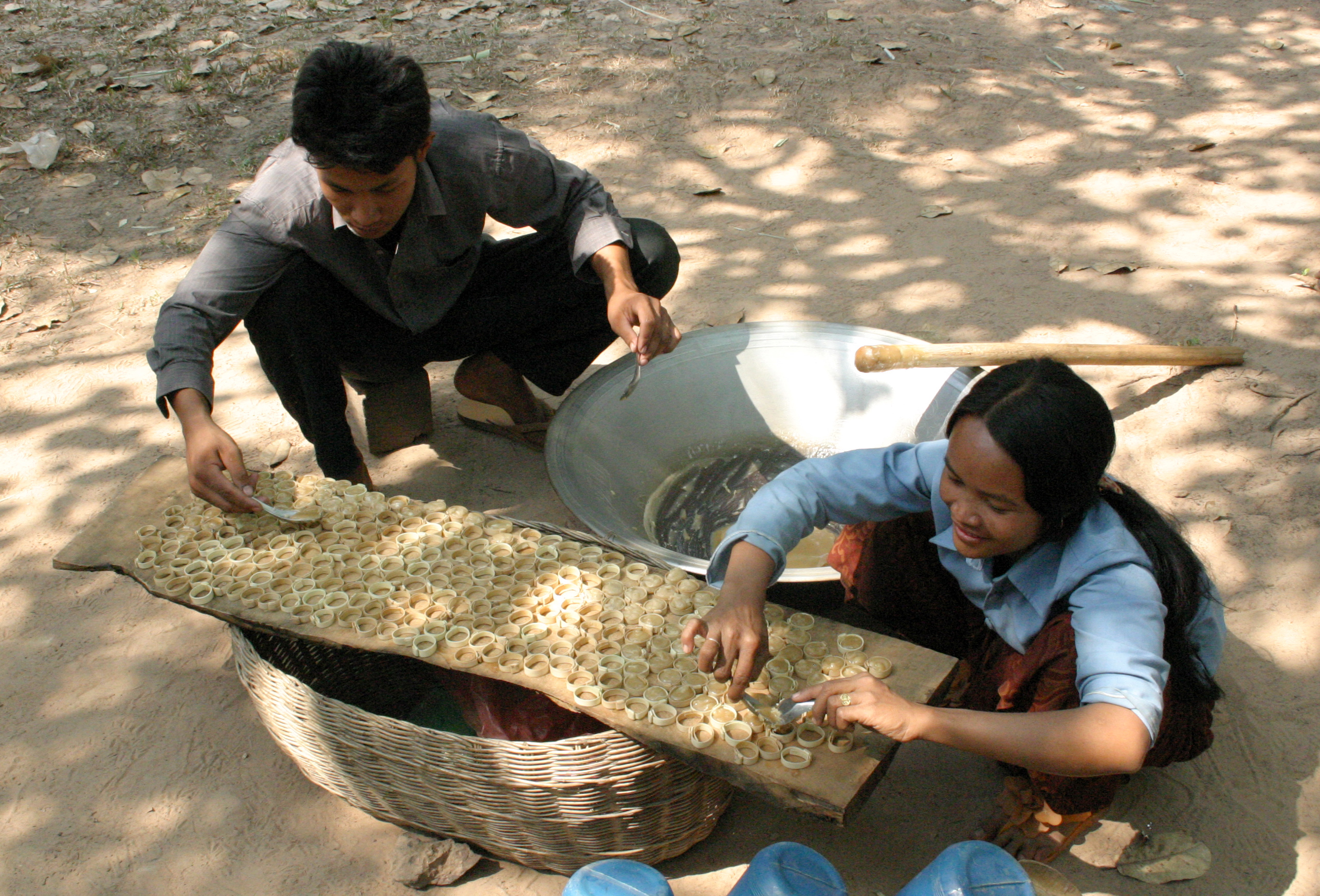
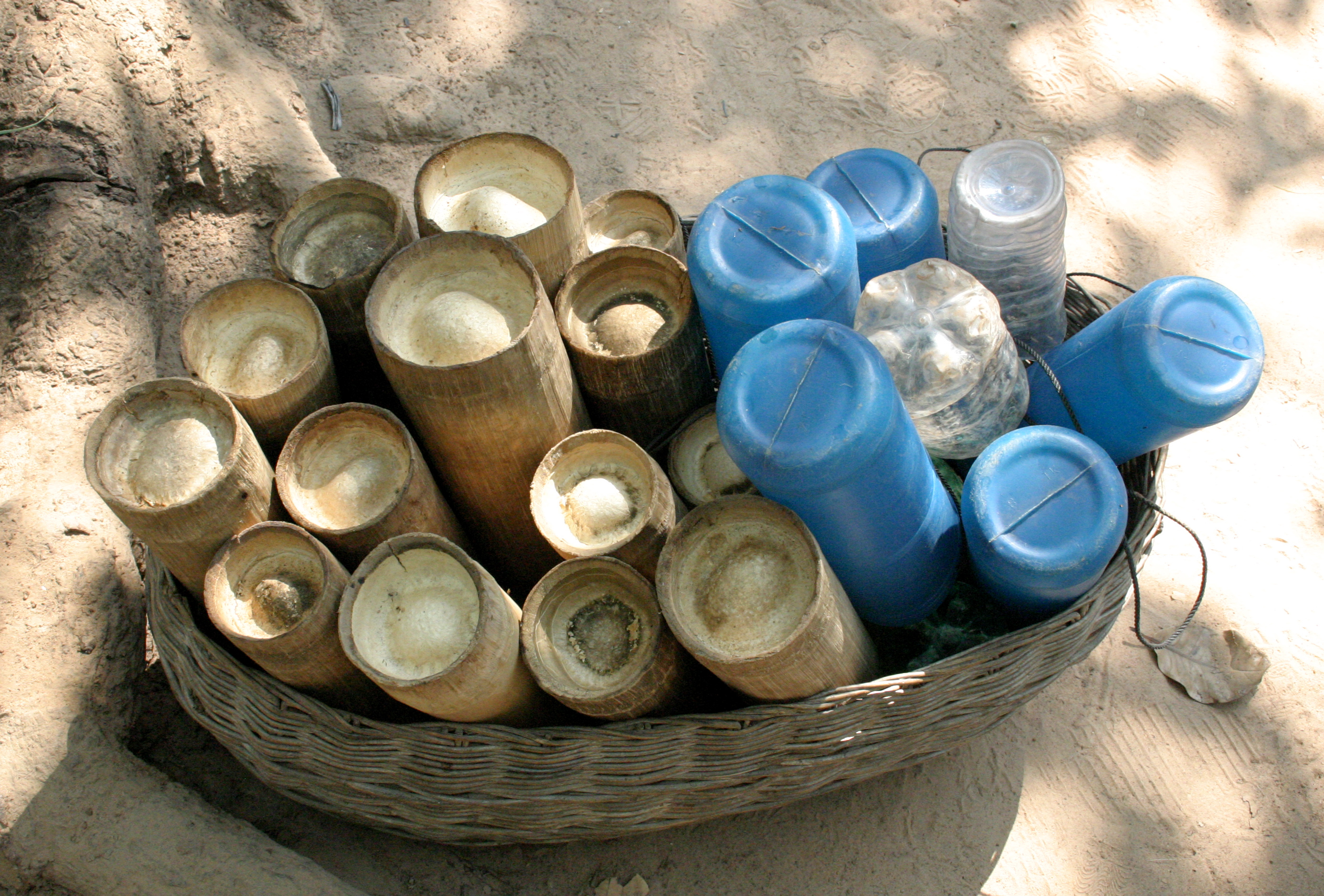
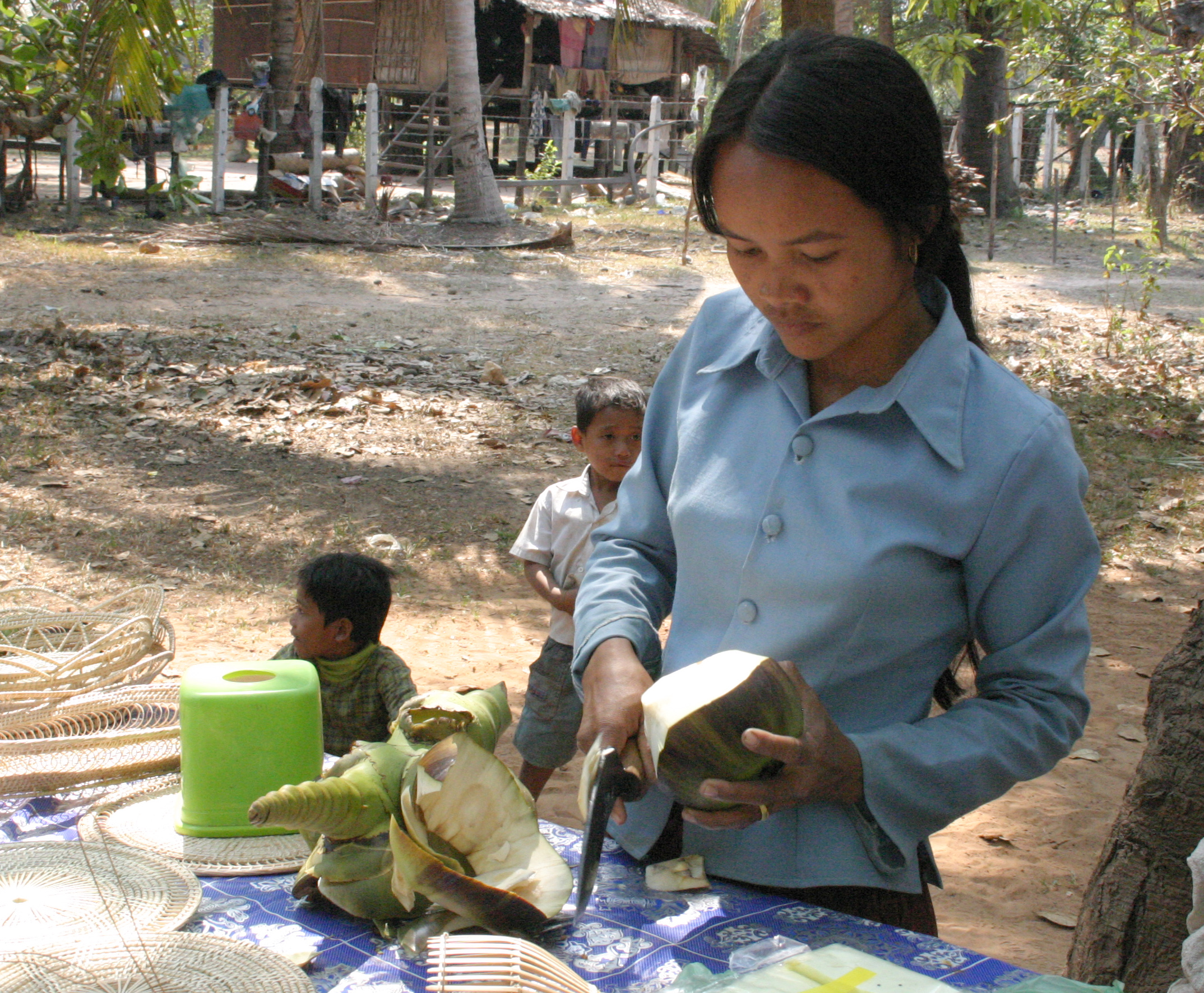